# Helmut Kapeller
Helmut Kapeller (* 10. November 1950 in Vöcklabruck) ist ein oberösterreichischer sozialdemokratischer Politiker aus Attnang-Puchheim. Er ist verheiratet und Vater von zwei Töchtern.
Nach dem Besuch der Volks- und Hauptschule absolvierte er eine Lehre als Kfz-Mechaniker und arbeitete ab 1971 bei den ÖBB.
Kapeller war 1985 bis 2011 im  oberösterreichischen Landtag, wobei er als Mitglied in folgenden Ausschüssen tätig war: Ausschuss für Finanzen, für volkswirtschaftliche Angelegenheiten, für Verkehrsangelegenheiten (in diesem war er Obmann) und für EU-Angelegenheiten. Er verließ den Landtag mit 12. Mai 2011, sein Mandat wurde von Hermann Krenn eingenommen. Seit 2003 ist Kapeller SPÖ-Bezirksvorsitzender im Bezirk Vöcklabruck.